# Karel Zámečník (fotbalista)
Karel Zámečník (* 9. června 1974) je bývalý český fotbalista.

## Fotbalová kariéra
V české lize hrál za FC Svit Zlín. Nastoupil v 1 ligovém utkání. Dále hrál i za Slušovice.

## Ligová bilance
| Ročník                          | Zápasy | Góly | Klub              |
| ------------------------------- | ------ | ---- | ----------------- |
| 2. česká fotbalová liga 1995/96 | 2      | 0    | FC Alfa Slušovice |
| 1. česká fotbalová liga 1995/96 | 1      | 0    | FC Svit Zlín      |
| CELKEM 1. česká liga            | 1      | 0    |                   |